# Steventon-Insel
Die Steventon-Insel (englisch Steventon Island) ist eine breite, eisbedeckte und etwa 40 km lange Insel im Marshall-Archipel vor der Saunders-Küste des westantarktischen Marie-Byrd-Landes. Sie wird westlich des Court Ridge vom Sulzberger-Schelfeis umschlossen. 
Der United States Geological Survey kartierte sie anhand von Luftaufnahmen der United States Navy aus den Jahren zwischen 1959 und 1965. Das Advisory Committee on Antarctic Names benannte sie 1967 nach dem Petty Officer Richard F. Steventon, der 1963 auf der US-amerikanischen Eights-Station stationiert war.